# Đurđevići
Đurđevići su naseljeno mjesto u općini Milići, Bosna i Hercegovina.